# Puente Hipólito Yrigoyen
El Puente Colgante Hipólito Yrigoyen es un puente ubicado en Argentina, que cruza el llamado Río Quequén Grande. Une a las ciudades de Necochea y Quequén. El puente tiene un largo total de 270 metros y un vano central de 150 metros de luz, así como otros dos vanos laterales de 60 m. La estructura está suspendida por 32 cables que la sujetan desde 2 pórticos metálicos de 25,7 m de altura, apoyados sobre 4 ejes.

## Postal Necochense
Desde su inauguración, el día 21 de julio de 1929 es motivo de orgullo para todos los necochenses, ya que en ese momento solo existían 4 de su tipo en todo el mundo, uno sobre el Río Rhin, frente a Colonia, y tres sobre el Río Allegheny, en Pittsburgh.
Esta obra de ingeniería única en el país por su estructura y característica es una de las pocas que quedan en pie, y contemplarlo es una verdadera maravilla, teniendo en cuenta el gran despliegue que debió realizarse al momento de su construcción.

## El puente

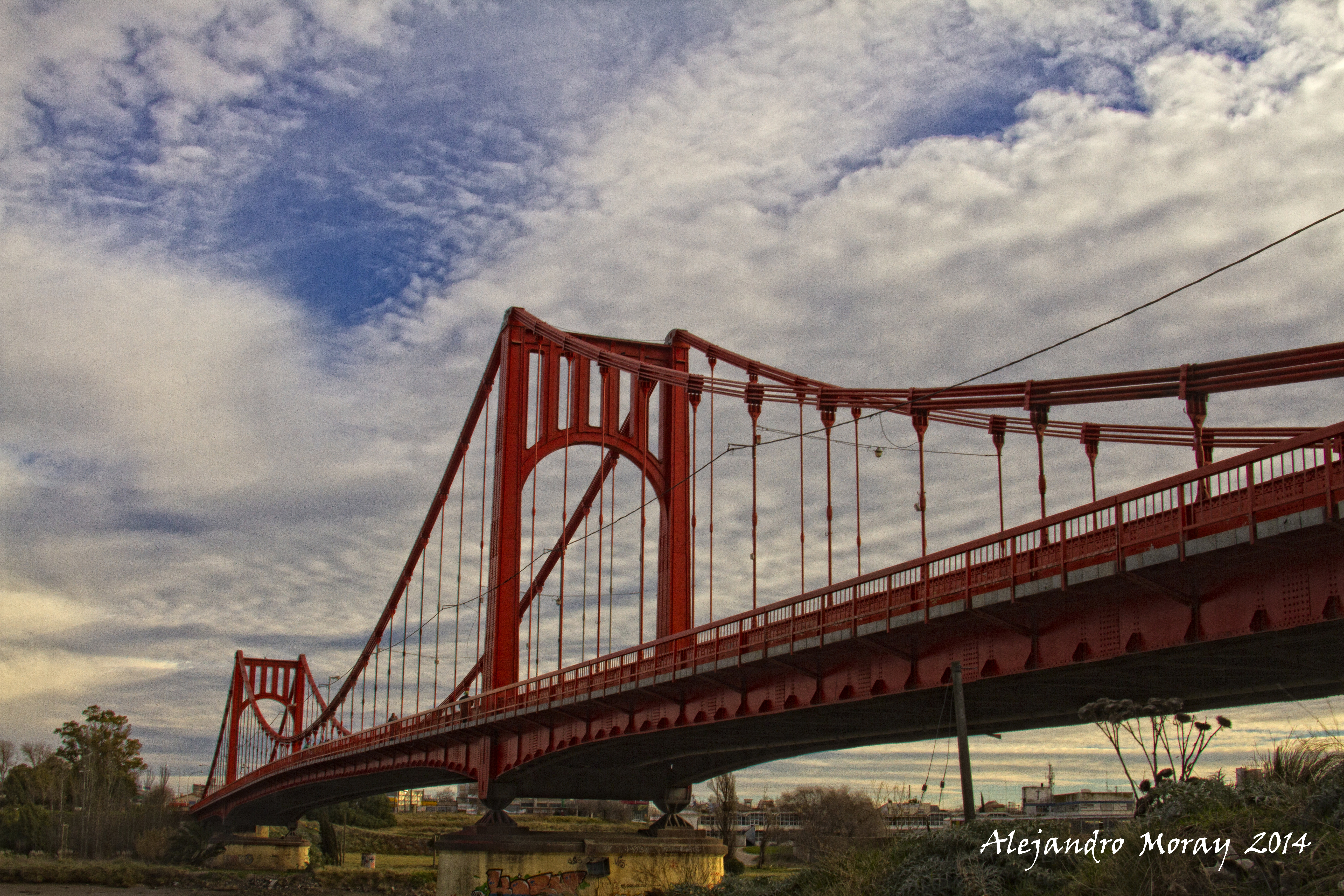
El Puente Colgante es majestuoso

Su estructura metálica consiste en un tablero suspendido de 32 cables, cada uno de ellos compuesto de 169 alambres de acero dispuestos en capas concéntricas, arrolladas alternativamente a la derecha e izquierda con ángulo de calaje. Los cables se anclan en dos macizos de hormigón que al mismo tiempo sirven de estribos al puente y de apoyo a la viga de rigidez. 
El tablero es indeformable por la presencia de dos vigas continuas de rigidez solidarias con los cables que salvan la luz total de 270 m en tres tramos, uno central de 150 m, y dos laterales de 60 m, cada uno. Las vigas están separadas axialmente de 8.80 metros, cada una en correspondencia con un grupo de 16 cables, colocados en el mismo plano vertical. Esta distribución deja libre una calzada de seis metros y dos veredas de un metro cada una. Las vigas son de alturas constantes de 2.50 m, salvo en los pilares donde tienen 2.75 m. 
Los cables se asientan sobre la cabeza de los pórticos metálicos, de 25.70 m de altura, articulados inferiormente en forma de eliminar los esfuerzos secundarios. 
Todo el peso permanente se transmite a los cables por medio de péndolas espaciadas de 5 m, provistas de dispositivos que permiten alargarlas y acortarlas. 

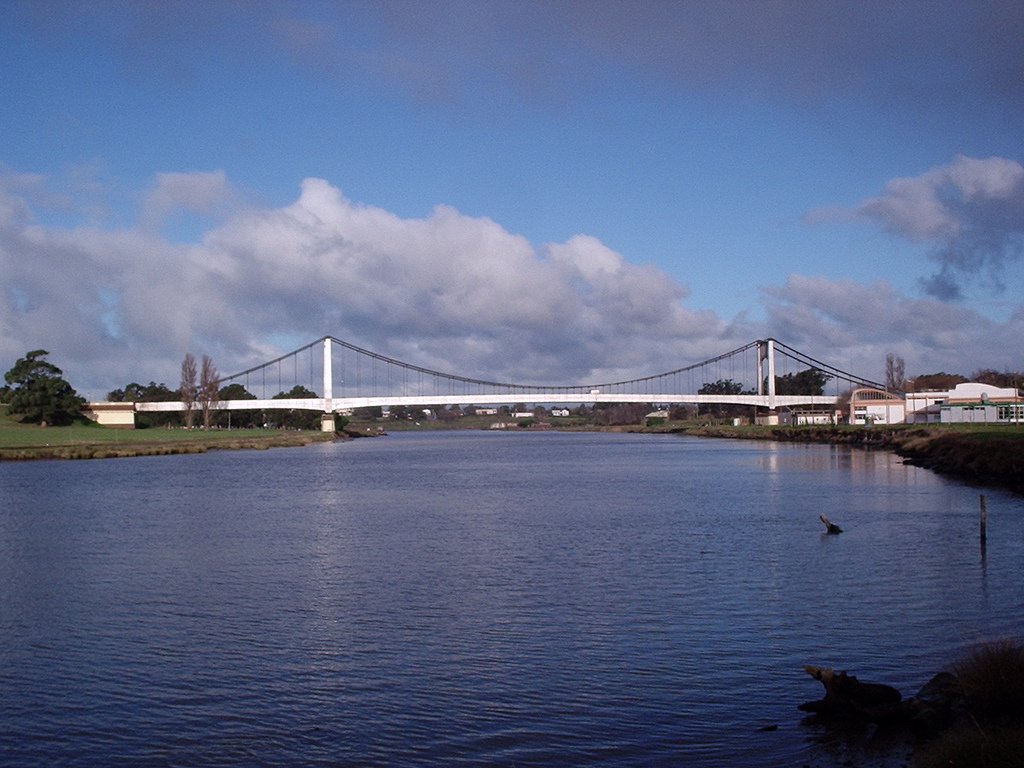
Vista del puente antes de su intervención en el año 2006, nótese que no tiene el color naranja que presenta desde entonces.

Terminando el puente, los cables toman la forma de un funicular, envolvente de una parábola, que el tramo central tiene una flecha de 16.16 m y en los laterales 2.65 m. 
La provisión de material metálico y armamento de obra estuvo a cargo de la compañía francesa "Chantier et Atelier, de la Gironde". La estructura metálica fue construida en las Usinas de la Compañía en Francia, fue fabricada en secciones del mayor tamaño posible, compatibles con las exigencias de embarque y transporte. Todo el material se cargó en Cherburgo, a bordo de los barcos nacionales "Pampa" y "Bahía Blanca", siendo desembarcados en el Puerto de Quequén y llevados hasta la obra por esas embarcaciones, remolcadas 5 kilómetros río arriba. 
Inicialmente poseía una calzada de seis metros y dos veredas de un metro cada una que tras una restauración fue modificada. Se quitaron las veredas y se montaron pasarelas metálicas sobre sus costados exteriores. 

## Reinauguración

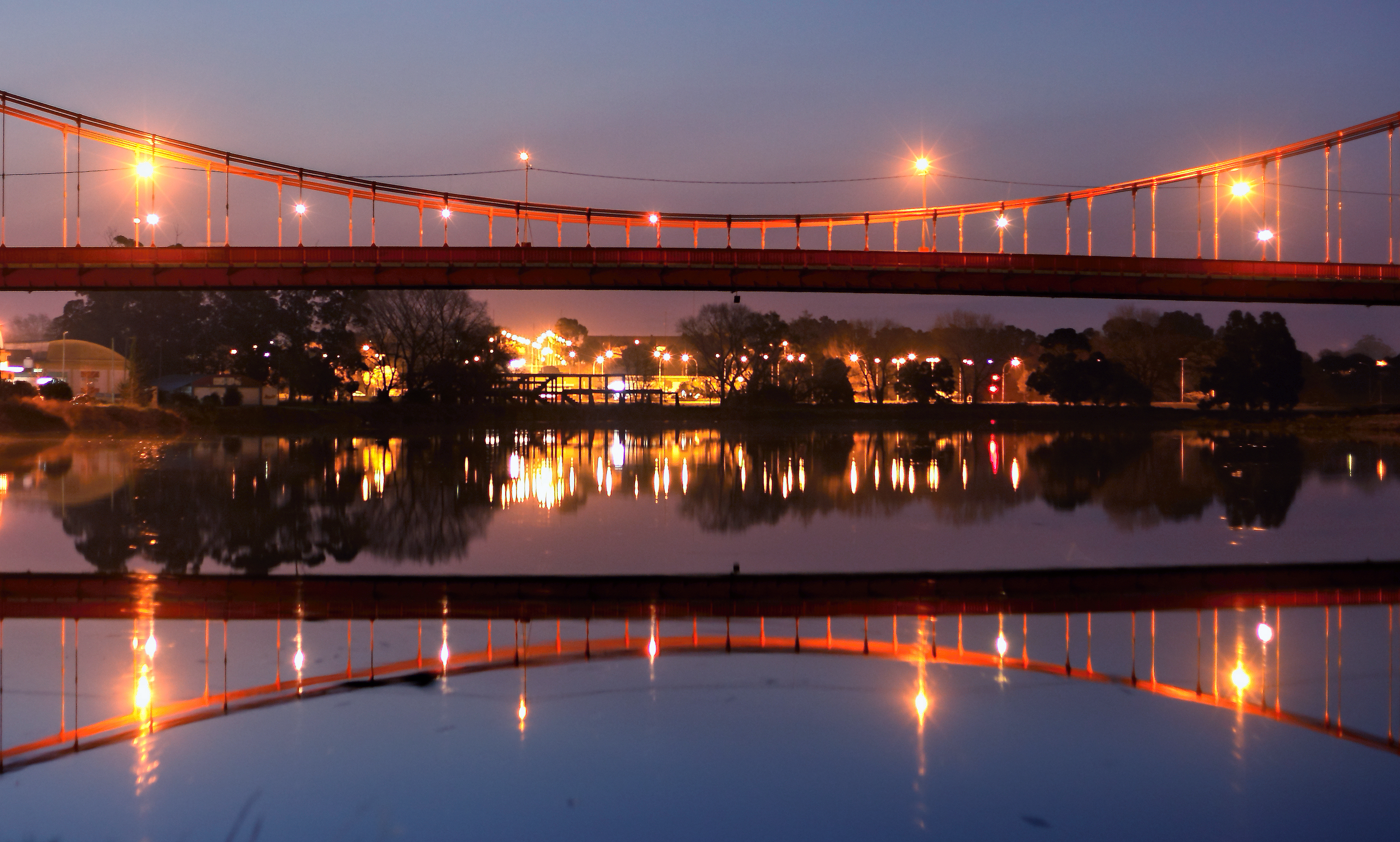

El puente fue reinaugurado el 17 de febrero de 2006, luego de una importante reconstrucción por parte de la provincia de Buenos Aires. Ésta renovación estaba incluida dentro de un plan provincial de preservación de obras públicas para bienes de valor histórico.
Las cabeceras de la estructura, fueron pintadas a nuevo. Además, reparquizaron los caminos, renovaron las veredas, y se iluminó y señalizó el entorno.
Actualmente el tránsito sobre el puente está reducido a autos, motos, bicicletas y peatones, quedando prohibida la circulación de cualquier tipo de tránsito pesado (camiones de carga y colectivos de larga distancia). Esto es porque al tratarse de un puente de considerable antigüedad, en su momento no fue preparado para el tránsito pesado de hoy en día. Todo el tránsito pesado debe pasar por el puente Taraborelli.

## Galería

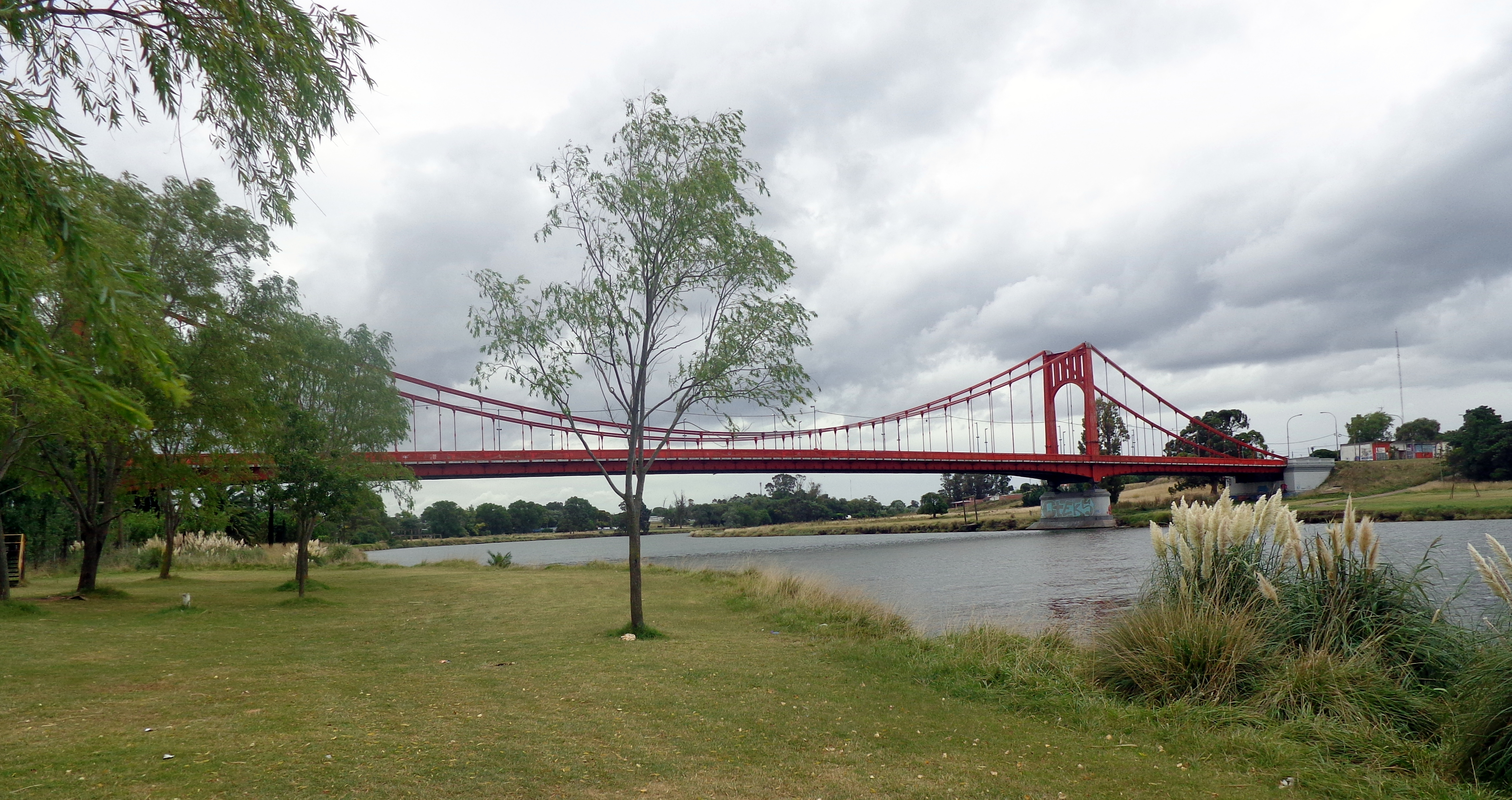
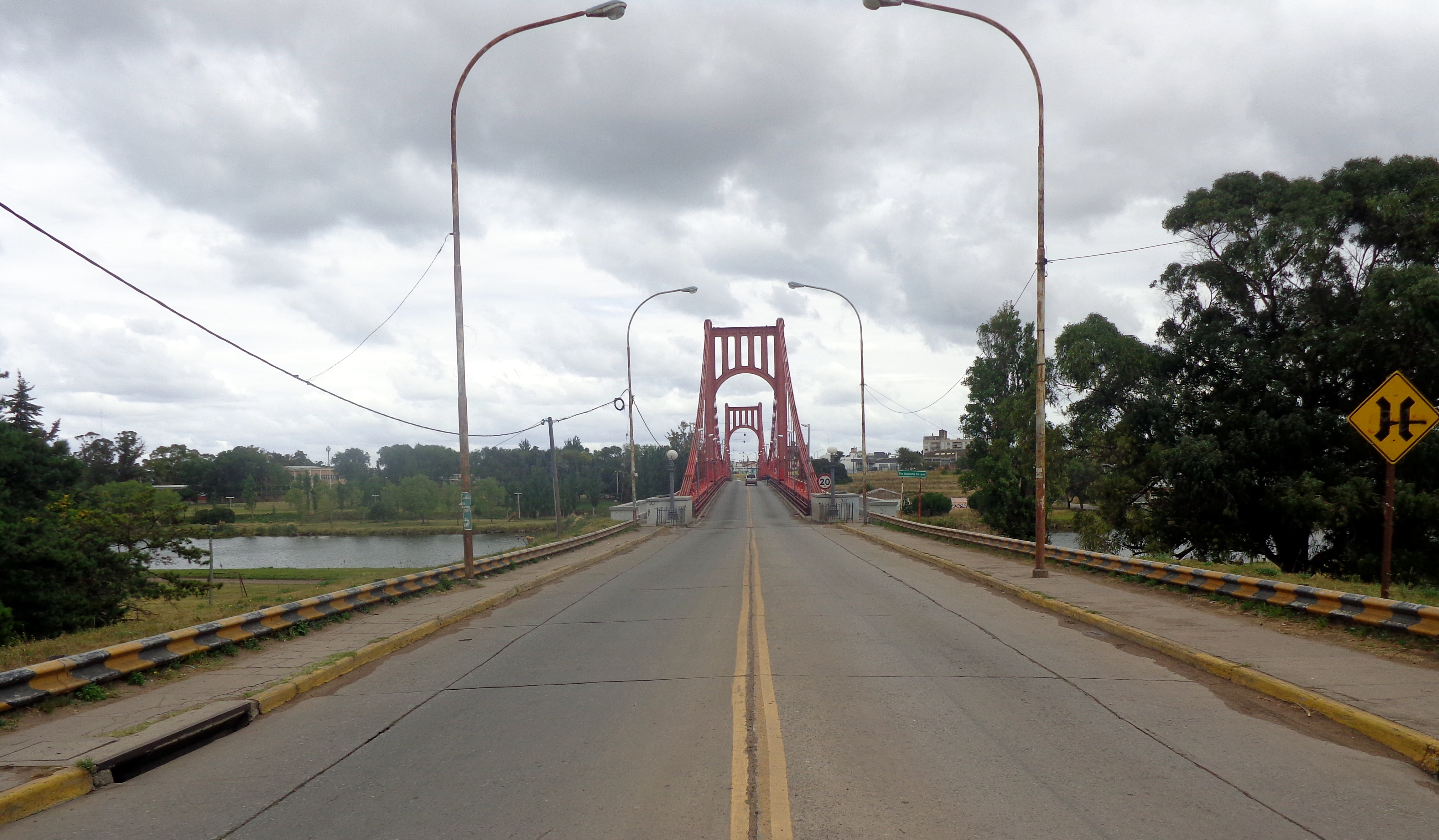